# هادی حبیبی‌نژاد
هادی حبیبی‌نژاد (زادهٔ ۱۵ مهر ۱۳۷۴) یک بازیکن فوتبال اهل ایران است که برای باشگاه فوتبال چادرملو اردکان بازی می‌کند.